# Caterina de Brunsvic-Dannenberg

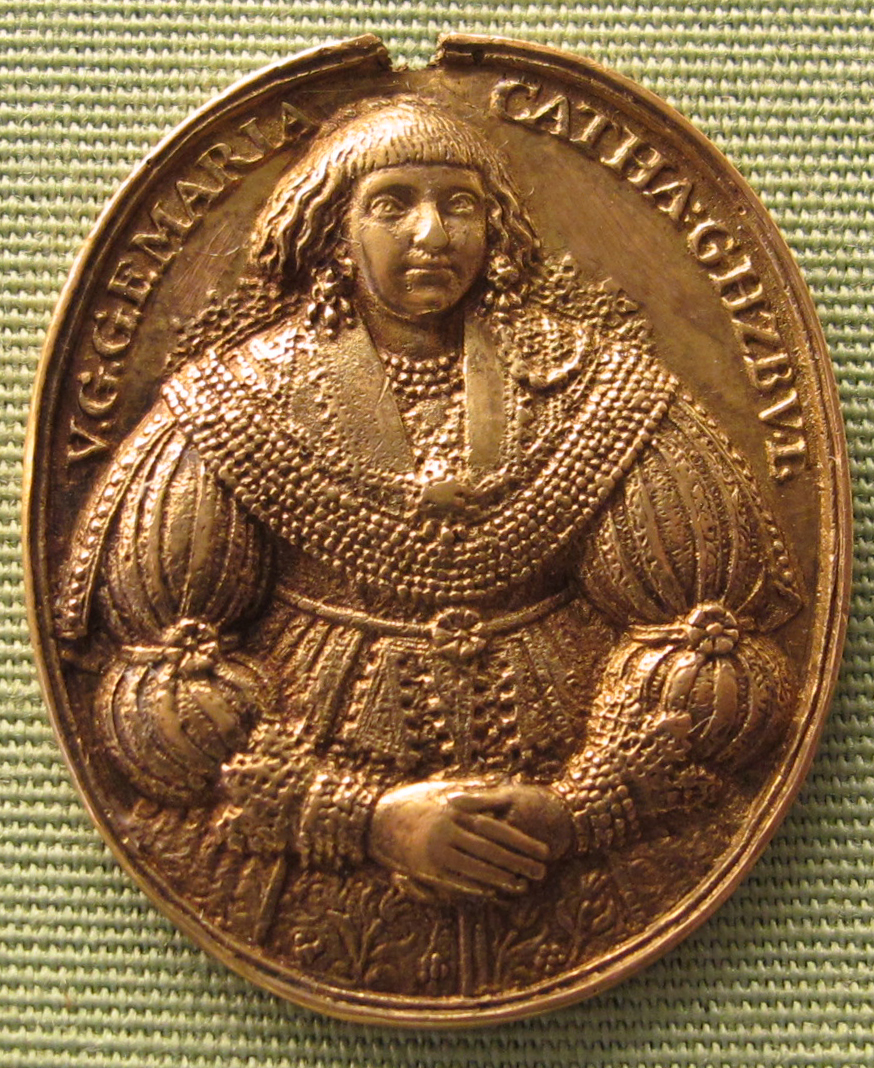
Caterina de Brunsvic-Dannenberg sobre una medalla do 1635

Caterina de Brunsvic-Dannenberg (en alemany Marie Katharina von Braunschweig-Dannenberg) va néixer a Dannenberg (Alemanya) el 10 de juny de 1616 i va morir a Grabow l'1 de juliol de 1665. Era filla de Juli Ernest (1571-1636) i de Maria d'Ostfriesland (1582-1616).

## Matrimoni i fills
El 15 de febrer de 1635 es va casar a Schwerin amb Adolf Frederic I de Mecklenburg-Schwerin (1588-1658), fill del duc Joan VII (1558-1592) i de Sofia de Schleswig-Holstein-Gottorp (1569-1634). El matrimoni va tenir onze fills:
- Juliana Sibil·la (1636-1701)
- Frederic (1638-1688), duc de Mecklenburg-Grabow de 1658 a 1688, casat amb Cristina Guillemina de Hessen-Homburg (1653-1722).
- Cristina (1639-1693), abadessa del monestir de Gandersheim.
- Bernat Segimon (1641-1641)
- Augusta (1643-1644)
- Elisabet (1646-1713), abadessa del monestir de Gandersheim.
- Anna Sofia (1647-1726), casada amb el duc Jules de Wurtemberg-Juliusbourg (1653-1684).
- Adolf Ernest (1650-1651)
- Felip Lluís (1652-1655)
- Enric Guillem (1653-1653)
- Adolf Frederic (1658-1708), duc de Mecklenburg-Strelitz, casat primer amb Maria de Mecklenburg-Güstrow1659-1701), després amb Joana de Saxònia-Gotha (1680-1704), i finalment amb Cristiana Emília de Schwarzburg-Sondershausen (1681-1751)